# Луї-Себастьян Мерсьє
Луї-Себастьян Мерсьє (фр. Louis-Sebastien Mercier; 6 червня 1740, Париж — 25 квітень 1814, там само) — французький письменник, драматург, автор утопічного роману «Рік 2440». Слідом за Дені Дідро Мерсьє є видатним реформатором французького театру, одним із теоретиків і творців соціальної міщанської драми. 

## Біографія
Мерсьє народився в родині багатого ремісника і торговця, але отримав гарну освіту - до дев'ятирічного віку виховувався вдома, а потім був визначений як екстерн у Колеж Чотирьох націй.
Був плідним письменником і противником класицизму. У 1769 році побачила світ його перша драма «Женневаль, або Французький Барневельт», що була вільною переробкою п'єси Джорджа Лілло в жанрі «домашньої трагедії» - «Лондонський купець» (The London Merchant, or the History of George Barnwell, 1731). Деякі з п'єс Мерсьє також зазнавали переслідувань з боку цензури і поліції. Так, заборонена була його п'єса «Жан Генюер» (1772). За твердженням самого Мерсьє, його драматургічна спадщина включає в себе 45 п'єс. У своїх творах для театру і літературних статтях Мерсьє, протистоячи ідеалам класицистського театру, виступає за актуальність та сучасність соціальної тематики, життєву зумовленість і суспільну значимість характерів персонажів. На його думку, театр повинен виховувати громадянські чесноти і героїзм; необхідно, щоб в ньому відбивалася життя соціальних низів, а «висока» тематика переслідувала б високі виховно-цивільні цілі. Так, у своїх соціально-побутових драмах ( «Суддя» 1774; «Тачка уксусніка», 1776; «Дезертир», 1782 та інших) Мерсьє відображає наростання соціальних конфліктів в сучасному суспільстві.
Славу Мерсьє створило розпочате ним у 1781 році багатотомне зібрання «Картини Парижа» (перше видання в 1781 році в двох томах). Книга вийшла в чотирьох томах в 1782 році, а в наступному році були видані ще 4 томи і, нарешті, через п'ять років, було додано ще чотири. Дванадцять томів «Картин Парижа», що представляють собою зібрання більше 1000 нарисів, є цінним джерелом про устрій і побутові подробиці функціонування й життя столиці в передреволюційні роки. Як оригінальне доповнення до твору Мерсьє розглядається багатотомний цикл нарисів «Ночі Парижа» його друга Ретифа де ла Бретонна. Пізніше Мерсьє продовжив опис столиці в додаткових розділах свого циклу «Новий Париж» (1798), вже не мав колишнього успіху.
Вітав Революцію і вступив в Клуб якобінців. У 1792 році Мерсьє був обраний в Конвент, де голосував проти страти Людовика XVI і за осуд Марата, різко виступав проти Робесп'єра, якого назвав «сангвінократом» («крововластцем»). Під час перевороту 31 травня 1793 року протестував проти виключення депутатів-жирондистів, за що сам був заарештований і звільнений тільки після падіння якобінської диктатури.
Помер у ніч з 24 на 25 квітня 1814 року в Парижі і був похований на кладовищі Пер-Лашез.

## «Рік 2440»
Найбільш відомий твір Мерсьє - утопічний роман «Рік дві тисячі чотириста сороковий. Сон, якого, можливо, і не було », в якому виражені погляди, близькі ідеалам Руссо. Анонімний оповідач, перебуваючи уві сні, здійснює екскурсію по Парижу далекого майбутнього.

## Публікації текстів
- Мерсьє Л.-С. Картини Парижа: у 2 т. / Пер. В. А. Барбашевой; ред. і коммент. Е. А. Гунста; стаття Ц. Фрідляндера. - М.; Л.: Academia, 1935. - Т. 1. - 567 с. - (Французька література). - 5300 екз.
- Мерсьє Л.-С. Картини Парижа: у 2 т. / Пер. В. А. Барбашевой; ред. і коммент. Е. А. Гунста; стаття Ц. Фрідляндера. - М.; Л.: Academia, 1936. - Т. 2. - 495 с. - (Французька література). - 5300 екз.
- Мерсьє Л.-С. Рік дві тисячі чотириста сороковий: Сон якого, можливо, і не було / Пер. А. Л. Андрес; изд. подг. А. Л. Андерс, П. Р. Заборов; відп. ред. П. Р. Заборов. - Л.: Наука: Ленінградське відділення, 1977. - 240 с. - (Літературні пам'ятники / Академія наук СРСР; предс. Редкол. Д. С. Лихачов). - 25 000 прим.